# Sosny (obraz Maksymiliana Gierymskiego)
Sosny – obraz polskiego malarza Maksymiliana Gierymskiego z ok. 1868, znajdujący się w Galerii sztuki polskiej 1800-1945 Muzeum Śląskiego w Katowicach.
Artysta przedstawił grupę wysokich sosen oświetlonych promieniami słońca. Pejzaż powstał około 1868 roku. Stanowił próbę do dzieła Czerkiesi pędzący do ataku. Czerkiesów zamówił feldmarszałek Fiodor Berg, ostatni namiestnik carski w Królestwie Polskim. Za otrzymane pieniądze malarz rozpoczął studia w Monachium. Spotkało się to jednak z nieprzychylnymi komentarzami. Sygnatura znajduje się na odwrocie: Malował M. Gierymski. Monachium d. 5/4. 96. A. Gierymski. Muzeum Śląskie w Katowicach zakupiło obraz w 1939 roku.